# Partito Democratico Unito (Gambia)
Il Partito Democratico Unito (in inglese United Democratic Party, UDP) è un partito politico liberale gambiano, fondato nel 1996 da tre partiti politici illegali; il Partito Progressista Popolare, il Partito di Convenzione Nazionale e il Partito Popolare Gambiano. Il partito ha scelto l'avvocato per i diritti umani e combattente per la libertà, soprannominato il "Mandela del Gambia", Ousainou Darboe come suo presidente e segretario generale.

## Storia
Come candidato alle elezioni presidenziali del 18 ottobre 2001, Darboe è arrivato secondo con il 32.6% del voto popolare; alle elezioni presidenziali del 22 settembre 2006 si è candidato una seconda volta con il 26.7% dei voti. Il partito ha boicottato le elezioni parlamentari del 17 gennaio 2002. Nelle elezioni parlamentari del 25 gennaio 2007 il partito ha vinto 48 seggi.
Dopo che Darboe è stato imprigionato nell'aprile 2016 per le sue attività politiche in opposizione al governo di Yahya Jammeh e alla sua Alleanza Patriottica per il Riorientamento e la Costruzione, il precedente tesoriere del partito Adama Barrow è stato scelto come candidato alle Elezioni presidenziali in Gambia del 2016. Il partito è in seguito divenuto parte dell'alleanza d'opposizione conosciuta come Coalizione 2016, un gruppo di sette partiti che ha scelto Barrow come suo candidato. Barrow si è ufficialmente dimesso dal partito per consentirgli di correre come candidato indipendente sostenuto dalla coalizione. Barrow ha in seguito vinto a sorpresa le elezioni presidenziali. Quando Yahya Jammeh si è rifiutato di accettare i risultati delle elezioni è stato costretto a dimettersi da un intervento militare regionale denominato Operazione Restore Democracy. In seguito alla deposizione di Jammeh Ousainou Darboe è stato rilasciato dal carcere.